# Полидам из Скотусс

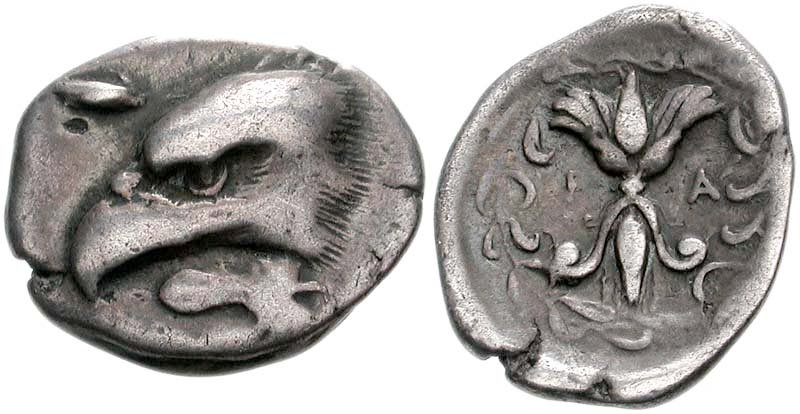
Полдрахмы периода Олимпиад 91-94

Полидам - сын Нициаса — легендарный древнегреческий атлет, родом из Фессалии, победитель панкратиона 93-х Олимпийских игр (408 год до н. э.).

## Биография
Полулегендарная личность. Полидаму приписывается огромный рост, способность сражаться безоружным против вооружённых людей, бороться с быком и останавливать колесницу на полном скаку. Он совершил подвиг, подобный свершениям Геракла, убив голыми руками льва на горе Олимп. Был приглашён Дарием II к персидскому двору в Сузах, где также показывал свою силу.                                                         
Погиб, заваленный камнями в пещере, где отдыхал вместе с друзьями. Когда началось землетрясение и пещера начала обрушиваться, поддерживал свод, пока его спутники не покинули пещеру, однако сам был засыпан каменными глыбами. Лисиппом ему была воздвигнута статуя.